# ビフォア・アンド・アフター・サイエンス
『ビフォア・アンド・アフター・サイエンス』（Before and After Science）は、ブライアン・イーノが1977年に発表した、ソロ名義では5作目のスタジオ・アルバム。

## 背景
「カーツ・リジョインダー」では、クルト・シュヴィッタースの作品『ウルソナタ』におけるシュヴィッタースの肉声が引用された。「キングス・レッド・ハット(King's Lead Hat)」のタイトルは、後にイーノと共同作業を行うバンド、トーキング・ヘッズ(Talking Heads)のアナグラムで、この曲は1978年にシングル・カットされ、B面にはスナッチとのコラボレーションによる楽曲「R.A.F.」が収録された。
イーノは1977年6月、クラスターとのコラボレーション・アルバムの第1作に当たる『クラスター&イーノ』をレコーディングしており、本作収録曲「バイ・ディス・リヴァー」もクラスターのハンス＝ヨアヒム・レデリウス及びディーター・メビウスとの共作である。
その後、イーノのソロ・ワークはインストゥルメンタル主体となるが、1990年10月には、本作以来約13年ぶりのボーカル・アルバム『ロング・ウェイ・アップ』（ジョン・ケイルとの連名）がリリースされた。

## 反響
スウェーデンでは1978年1月27日付のアルバム・チャートで初登場30位となり、3回（6週）トップ40入りして最高25位を記録した。アメリカでは『ヒア・カム・ザ・ウォーム・ジェッツ』（1974年）以来のBillboard 200入りを果たし、1978年6月17日に最高171位を記録した。ニュージーランドでは1978年7月16日付のアルバム・チャートで初登場35位となり、7週連続トップ40入りして最高18位を記録した。一方、全英アルバムチャート入りは逃す結果となった。

## 評価・影響
トム・カーソンは1978年5月18日付の『ローリング・ストーン』誌において、『ヒア・カム・ザ・ウォーム・ジェッツ』や『テイキング・タイガー・マウンテン』といった旧作が「良い意味で極めて楽しめる作品で、ロックンロールしていた」のに対し、本作は「厳粛かつ抑制的で、表面的には親しみやすそうだが実は謎めいた作品」であると評した。また、デヴィッド・ロス・スミスはオールミュージックにおいて満点の5点を付け、全体像に関して「ポップ・フォーマットに則ったアルバムだが、サウンドは唯一無二で主流から著しくかけ離れている」、「スパイダー・アンド・アイ」に関して「このアルバムの頂点」「霞がかかったような激情により、悲しみと希望が同居している」と評している。
『NME』誌が選出した1977年の最優秀アルバムでは14位にランク・インした。また、ピッチフォークのスタッフが2004年に選出した「1970年代のベスト・アルバム100」では100位となった。
「バイ・ディス・リヴァー」は、後に多くのアーティストによってカヴァーされた。例としてマーティン・ゴア『カウンターフィート2』（2003年）、吉田兄弟『YOSHIDA BROTHERS』（2005年）、ホリー・スロスビー「One of You for Me」（2007年、EP）、セラフィナ・スティア『チープ・デモ・バッド・サイエンス』（2007年）、オピウム・カルテル『Night Blooms』（2009年）、アルヴァ・ノト + 坂本龍一『summvs』（2011年）等が挙げられる。

## 収録曲
特記なき楽曲はブライアン・イーノ作。
1. ノー・ワン・レシーヴィング - "No One Receiving" - 3:52
2. バックウォーター - "Backwater" - 3:43
3. カーツ・リジョインダー - "Kurt's Rejoinder" - 2:55
4. エナジー・フールズ・ザ・マジシャン - "Energy Fools the Magician" - 2:04
5. キングス・レッド・ハット - "King's Lead Hat" - 3:56
6. ヒア・ヒー・カムズ - "Here He Comes" - 5:38
7. ジュリー・ウィズ… - "Julie With ..." - 6:19
8. バイ・ディス・リヴァー - "By This River" (Brian Eno, Hans-Joachim Roedelius, Dieter Moebius) - 3:03
9. スルー・ハロウ・ランズ - "Through Hollow Lands (for Harold Budd)" - 3:56
10. スパイダー・アンド・アイ - "Spider and I" - 4:10

## 参加ミュージシャン
- ブライアン・イーノ - ボーカル、ピアノ、キーボード、シンセサイザー、ギター、パーカッション
- ハンス＝ヨアヒム・レデリウス – ピアノ、エレクトリックピアノ (on #8)
- ディーター・メビウス – ベース・フェンダー・ピアノ (on #8)
- フレッド・フリス - モディファイド・ギター (on #4)、カスケード・ギター (on #9)
- ロバート・フリップ - ギター・ソロ (on #5)
- フィル・マンザネラ - リズムギター (on #5)、ギター (on #6)
- ポール・ルドルフ - ベース (on #1, #2, #5, #6, #7)、リズムギター (on #1)
- パーシー・ジョーンズ - フレットレスベース (on #1, #4)、アナログ・ディレイ・ベース (on #3)
- ビル・マコーミック - ベース (on #9)
- ブライアン・ターリントン - ベース (on #10)
- フィル・コリンズ - ドラムス (on #1, #4)
- ヤキ・リーベツァイト - ドラムス (on #2)
- デイヴ・マタックス - ドラムス (on #3, #6)
- アンディ・フレイザー - ドラムス (on #5)
- レット・デイヴィス - ゴング、スティック (on #1)
- シャーリー・ウィリアムズ (ロバート・ワイアット) - ブラッシュ・ティンバレス (on #3)、タイム (on #9)
- クルト・シュヴィッタース - ボイス (on #3)